# Coelachyrum lagopoides
Coelachyrum lagopoides är en gräsart som först beskrevs av Nicolaas Laurens Nicolaus Laurent Burman, och fick sitt nu gällande namn av S.D.J.E. Senaratna. Coelachyrum lagopoides ingår i släktet Coelachyrum, och familjen gräs. Inga underarter finns listade i Catalogue of Life.